# Rhinobatos microphthalmus
Rhinobatos microphthalmus är en rockeart som beskrevs av Teng 1959. Rhinobatos microphthalmus ingår i släktet gitarrfiskar, och familjen Rhinobatidae. IUCN kategoriserar arten globalt som otillräckligt studerad. Inga underarter finns listade i Catalogue of Life.